# Orlovita
L'orlovita és un mineral de la classe dels silicats, que pertany al grup de la mica trioctaedral. Rep el nom del conegut mineralogista rus Yury Leonidivich Orlov (1926-1980), director (1976-1980) del museu mineralògic Fersman, especialista en mineralogia de diamants i pedres precioses, i autor de més de 50 obres, incloses les monografies clàssiques "Mineralogia del diamant" i "Morfologia del diamant".

## Característiques
L'orlovita és un silicat de fórmula química KLi₂Ti(Si₄O10)OF. Va ser aprovada com a espècie vàlida per l'Associació Mineralògica Internacional l'any 2009. Cristal·litza en el sistema monoclínic. La seva duresa a l'escala de Mohs es troba entre 2 i 3.
Segons la classificació de Nickel-Strunz, l'orlovita pertany a «09.EC - Fil·losilicats amb plans de mica, compostos per xarxes tetraèdriques i octaèdriques» juntament amb els següents minerals: minnesotaïta, talc, wil·lemseïta, ferripirofil·lita, pirofil·lita, boromoscovita, celadonita, chernykhita, montdorita, moscovita, nanpingita, paragonita, roscoelita, tobelita, aluminoceladonita, cromofil·lita, ferroaluminoceladonita, ferroceladonita, cromoceladonita, tainiolita, ganterita, annita, ephesita, hendricksita, masutomilita, norrishita, flogopita, polilitionita, preiswerkita, siderofil·lita, tetraferriflogopita, fluorotetraferriflogopita, wonesita, eastonita, tetraferriannita, trilitionita, fluorannita, xirokxinita, shirozulita, sokolovaïta, aspidolita, fluoroflogopita, suhailita, yangzhumingita, oxiflogopita, brammal·lita, margarita, anandita, bityita, clintonita, kinoshitalita, ferrokinoshitalita, oxikinoshitalita, fluorokinoshitalita, beidel·lita, kurumsakita, montmoril·lonita, nontronita, volkonskoïta, yakhontovita, hectorita, saponita, sauconita, spadaïta, stevensita, swinefordita, zincsilita, ferrosaponita, vermiculita, baileyclor, chamosita, clinoclor, cookeïta, franklinfurnaceïta, gonyerita, nimita, ortochamosita, pennantita, sudoïta, donbassita, glagolevita, borocookeïta, aliettita, corrensita, dozyïta, hidrobiotita, karpinskita, kulkeïta, lunijianlaïta, rectorita, saliotita, tosudita, brinrobertsita, macaulayita, burckhardtita, ferrisurita, surita, niksergievita i kegelita.

## Formació i jaciments
Va ser descoberta a la glacera Darai-Pioz, situada a les Muntanyes Alai, dins la serralada Tien Shan (Regió sota subordinació republicana, Tadjikistan). Es tracta de l'únic indret on ha estat descrita aquesta espècie mineral.